# Отмъстителите (комикси)
Вижте пояснителната страница за други значения на Отмъстителите.
Отмъстителите (на английски: The Avengers) са екип от супергерои, участващи в различни комикс-истории, публикувани в американски списания, издавани от Марвел Комикс. Екипът прави своя дебют в комикса „Отмъстителите“, отпечатан на септември 1963 и създаден от писателя и редактор Стан Лий и от художника Джак Кърби.
Наречени „най-силните герои на Земята“, Отмъстителите първоначално се състояли от Железния човек (Тони Старк), Човекът-мравка (д-р Хенри Пим), Осата (Джанет Ван Дайн), Тор и Хълк (Брус Банър). Оригиналният Капитан Америка е открит от екипа в комиксите Отмъстителите в бр. 4, замръзнал в капан от лед. Той се присъединява към групата, след като го съживяват. Въртящият се списък от герои се превръща в отличителен белег на отбора, като единствено неговият девиз остава непроменен: Отмъстителите се сражават с „враговете, които не са по силите на нито един самостоятелен супергерой“. Екипът, известен с бойния си вик „Отмъстители съберете се!“, е включвал в редиците си мутанти, роботи, богове, извънземни, свръхестествени същества и дори бивши престъпници.
Базирани на поредицата са популярните филми „Отмъстителите“ (2012) и „Отмъстителите: Ерата на Ултрон“ (2015).